# Kotisaari (ö i Norra Österbotten, Oulunkaari, lat 65,16, long 27,69)
Kotisaari är en ö i Finland. Den ligger i sjön Jaurakkajärvi och i kommunen Pudasjärvi i den ekonomiska regionen  Oulunkaari  och landskapet Norra Österbotten, i den centrala delen av landet, 600 km norr om huvudstaden Helsingfors. Öns area är 1,7 hektar och dess största längd är 360 meter i sydöst-nordvästlig riktning.